# Moqueur de Californie
Toxostoma redivivum
Espèce
Statut de conservation UICN

 LC  : Préoccupation mineure
Le Moqueur de Californie (Toxostoma redivivum) est une espèce d'oiseaux de la famille des Mimidae. C'est un grand Moqueur que l'on trouve principalement dans le chaparral en Californie et en Basse-Californie. Comparable au Moqueur cul-roux et au Moqueur de Le Conte, le  Moqueur de Californie est la seule espèce de Moqueur dans sa région limitée. Comme la plupart des Moqueurs, il vole rarement en zone dégagée, préférant rester caché dans des broussailles denses. Par conséquent, s'il est courant dans une grande partie de son territoire, il y est rarement vu.

## Description
Long de 30 cm et pesant aux environs de 85 grammes, le Moqueur de Californie est la plus grande espèce de Moqueur. Il est généralement brun, avec le ventre et le dessous de la queue châtain (contrairement au cul-roux). Il a une tache sombre sur la joue et une ligne foncée au niveau des yeux et, contrairement à la plupart des Moqueurs, il a les yeux foncés.

California thrasher range

## Pour approfondir

### Livre
- Cody, M. L. 1998. California Thrasher (Toxostoma redivivum). In The Birds of North America, No. 323 (A. Poole and F. Gill, eds.). The Birds of North America, Inc., Philadelphia, PA.

### Articles
- Academy Of Natural Sciences Of P. (1998). California Thrasher: Toxostoma redivivum. Birds of North America. vol 0, no 323. p. 1-22.
- KJ. Burns & DN. Barhoum (2006). Population-level history of the wrentit (Chamaea fasciata): Implications for comparative phylogeography in the California Floristic Province. Molecular Phylogenetics & Evolution. vol 38, no 1. p. 117-129.
- A. Farnsworth (2001). WatchList species as viewed through the Christmas Bird Count database. American Birds. vol 102, p. 29-31.
- J. Grinnell (1917). The niche-relationships of the California Thrasher. Auk. vol 34, no Oct. p. 427-433.
- OP. Pearson  (1979). Spacing and Orientation among Feeding Golden-Crowned Sparrows Zonotrichia-Atricapilla. Condor. vol 81, no 3. p. 278-285.
- T. Rich & SI. Rothstein (1985). Sage Thrashers Oreoscoptes-Montanus Reject Cowbird Molothrus-Ater Eggs. Condor. vol 87, no 4. p. 561-562.
- EA. Sgariglia & KJ. Burns (2003). Phylogeography of the California Thrasher (Toxostoma redivivum) based on nested-clade analysis of mitochondrial-DNA variation. Auk. vol 120, no 2. p. 346-361.
- L. Winter (1369). Trap-neuter-release programs: the reality and the impacts. Journal of the American Veterinary Medical Association. vol 225, no 9. p. 1369-1376.
- RM. Zink, DL. Dittmann, J Klicka & RC. Blackwell-Rago (1999). Evolutionary patterns of morphometrics, allozymes, and mitochondrial DNA in thrashers (genus Toxostoma). Auk. vol 116, no 4. p. 1021-1038.